# FC Enikon Augsburg
FC Enikon Augsburg 1978 foi uma agremiação esportiva alemã extinta, fundada em 1978, sediada em Augsburg, na Baviera, ativa desde o final dos anos 1970 até meados dos anos 1990.

## História
O clube foi formado, em 1978, por croatas migrantes e definhou nas ligas inferiores da liga de Schwaben na maior parte de sua curta existência. A equipe, porém, ascendeu em uma competição de maior nível através do apoio financeiro da empresa de construção civil croata Enikon.
A equipe subiu rapidamente durante os anos 1990, conquistando acessos quase todos os anos. Um título na Bezirksliga Schwaben-Süd (VII), em 1992, o levou à Bezirksoberliga Schwaben (VI). Depois de terminar em segundo, ganhou o acesso à Landesliga Bayern-Süd (V), através da promoção dos play-offs. Outro resultado de segundo lugar, além de uma bem-sucedida fase de promoção para a Landesliga na qual se sagrou vice-campeão garantiu o time na Bayernliga (IV) na temporada 1994-1995.
Em verdade, o objetivo primário do Enikon era de que o time jogasse contra o rival FC Augsburg. O time quase perdeu essa meta quando foi promovido para a Regionalliga Süd (III).
A equipe, contudo, encontrou dificuldades na Bayernliga. Após um início promissor, em que o Enikon ganhou seus dois primeiros jogos na temporada, a equipe rapidamente deslizou para a zona de descenso. O time terminou em 16º lugar com uma campanha de dez vitórias, nove empates e quinze derrotas e teria normalmente sido rebaixado se o 1. FC Amberg não se retirasse do campeonato. Portanto, o Enikon participou dos play-offs visando a permanência na divisão. A equipe venceu seu primeiro jogo contra o Alemannia Haibach por 2 a 1, mas capitulou diante do SpVgg Weiden 2010, caindo para a Landesliga.

## A dissolução do clube
Quando a campanha do clube na Bayernliga foi chegando ao fim, ficou claro que a patrocinadora Enikon não poderia postergar o seu apoio. Logicamente sem seu único investidor, a equipe não conseguiu se dar ao luxo de disputar a temporada seguinte. A fatídica decisão de extinção da agremiação e o clube foi dissolvido após a temporada 1994-1995. A proposta de fusão com o TSG Augsburg para que o clube se mantivesse na Landesliga não se materializou, assim como as dificuldades financeiras só aumentaram e precipitaram o fim das negociações.

### Legado
Como muitos imigrantes baseados em clubes na Alemanha, o Enikon sofreu com a falta de um terreno para concentração e instalações de treinamentos ao longo de sua existência, ao precisar partilhar instalações com outros clubes da cidade.
O clube foi bem reconhecido na região pela habilidade técnica de seus jogadores, que eram em sua maioria, mas não exclusivamente, de origem croata. O suporte para essa teoria se comprova pela sua rápida ascensão, além de sua conquista, em 1994, do da Schwaben seguida por um título da Baviera. O FC Enikon permanece até hoje como o mais bem-sucedido clube não-migrante turco na Baviera.

## Títulos
| - Landesliga Bayern-Süd (IV) - Vice-campeão: 1994; - Bezirksoberliga Schwaben (V) - Vice-campeão: 1993; - Bezirksliga Schwaben-Süd (VI) - Campeão: 1992; | - Bavarian indoor football championship - Vice-campeão: 1994; - Schwaben indoor football championship - Campeão: 1994; |